# Marie Meimberg

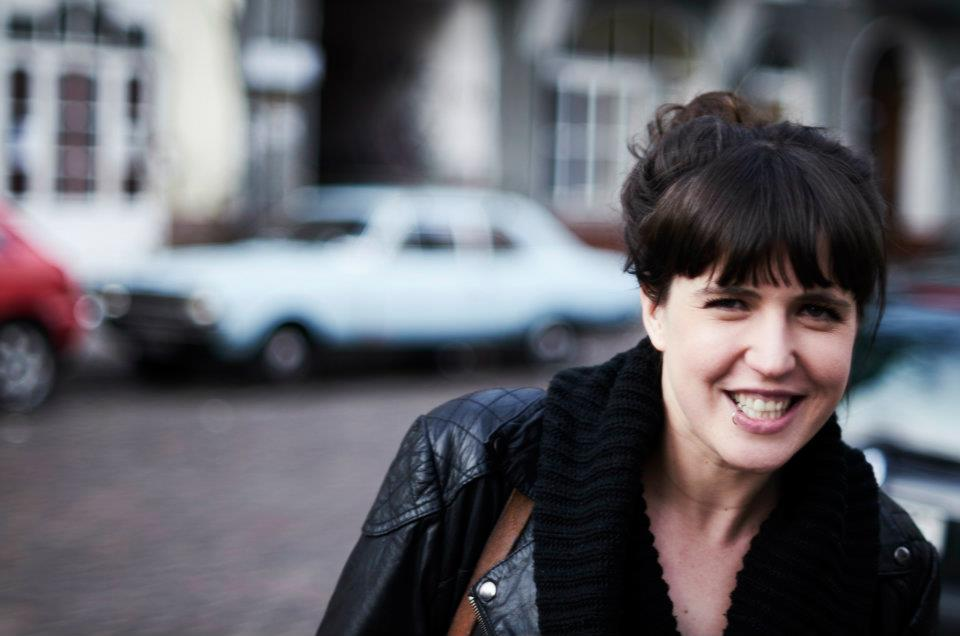
Marie Meimberg (2016)

Marie Lea Meimberg (* 7. Oktober 1983 in Leimen) ist eine deutsch-französische Autorin, Illustratorin, Musikerin, Kulturwissenschaftlerin und Produzentin von audiovisuellen Medien, die als Netz-Aktivistin und multimediale Künstlerin bekannt wurde. Heute schreibt Meimberg gemeinsam mit ihrer Freundin und Co-Autorin Mai Thi Nguyen-Kim Sachbilderbücher, die Meimberg auch illustriert. 

## Biografie
Meimberg wurde in Leimen in der Nähe von Heidelberg geboren. Sie schloss an der Zeppelin Universität in Friedrichshafen den Studiengang Communication and Cultural Management mit dem Bachelor of Arts im Departement kuratorische Praxis ab. Meimberg war Stipendiatin der Zeppelin Universität und studentische Hilfskraft am Lehrstuhl für Kulturmanagement und inszenatorische Praxis von Karen van den Berg. Meimberg war sowohl als Kuratorin als auch Künstlerin für Kunst im öffentlichen Raum tätig.
In den Jahren 2007 und 2008 betreute Meimberg als Kuratorin und Leiterin das „Institut für Luftschwimmkunst“ – ein Ausstellungsraum der Zeppelin Universität im Flughafen Tempelhof Berlin und realisierte hier mehrere Ausstellungen und Veranstaltungen. 2008 war Meimberg zudem Gaststudentin an der Universität der Künste Berlin im Master Kunst im öffentlichen Raum.
Während ihres Studiums war Meimberg ein Gründungsmitglied der Jazz-Combo „Luftschiffkappelle“, in der sie als Sängerin aktiv war. Die als laufendes und offenes Musik-Projekt angelegte Combo ist bis heute aktiv, über die Universität hinaus in der Region bekannt und tritt auf Veranstaltungen im Bodensee-Raum auf.
Nach ihrem Studium besuchte Meimberg die Rock-Pop-Schule Berlin, um eine Ausbildung als Profi-Musikerin zu absolvieren, brach diese jedoch ab, um sich als Songwriterin und Autorin selbständig zu machen. Gemeinsam mit Alphaville-Keyboarder Martin Lister produzierte Meimberg 2011 drei Lieder für die Folge Das letzte Lied der Krimiserie SOKO Leipzig, die sie selber einsang. Das Drehbuch der Folge stammt von ihrem Ehemann Manuel Meimberg. Der Titel Ich glaube wurde anschließend als Download veröffentlicht und erreichte 2013 für eine Woche Platz 86 in den deutschen Charts.
Von 2011 bis 2013 war Meimberg bei der Filmfirma UFA als Produktionsleitung, Autorin, Sprecherin, Illustratorin, Kamerafrau, Filmeditorin und Moderatorin für den YouTube-Originalkanal TRIGGER TV (später Wahre Verbrechen.Wahre Stories) tätig. Die hier von Jörg Winger und Meimberg entwickelte Animationsserie Serial Killers (29 Folgen, je 6–12 Minuten), welche Meimberg als Produzentin, Autorin und mit Jörg Winger in Co-Regie betreute, wurde als erstes YouTube-Format an einen deutschen Pay-TV-Sender (RTL Crime) verkauft.
Seit 2012 bespielt Meimberg den eigenen YouTube-Kanal Marie Meimberg, auf dem sie neben Musik und gezeichneten Geschichten auch das Talk-Format Maries Stammtisch produziert. Meimberg setzt sich dort auch für Feminismus und Anti-Rassismus ein und spricht sich gegen Trans- und Behindertenfeindlichkeit aus. Ihr Video #NichtSchön zum Thema der Reduktion von YouTuberinnen auf Äußerlichkeit ging viral.
Meimberg schaltet keine Werbung auf ihren Videos und kritisiert YouTube regelmäßig öffentlich für seine Politik und den YouTube-Algorithmus. Laut einem Interview mit Svenja Bergt von der taz 2015 würde sie „lieber kellnern gehen“, als von YouTube-Einnahmen zu leben.
2014 war Meimberg als Head of Creation & Partner Relations im Berliner Departement des Webvideovermarktungsunternehmens Mediakraft Networks tätig. Meimberg kündigte aufgrund „unüberbrückbarer Differenzen“ nach nur vier Monaten und gründete gemeinsam mit Webvideoproduzenten aus Berlin den Verein 301+, einen netzwerkähnlichen Verbund von YouTubern, die sich für Alternativen in der deutschen YouTube-Szene einsetzen. Meimberg wurde erste Vorsitzende. Für Meimberg sollte der Verein ein Ort werden, an dem Webvideoproduzenten außerhalb der Vermarktungsnetzwerke zusammenkommen können und sich über Themen wie Rassismus und Sexismus, aber auch beispielsweise Schleichwerbung auszutauschen. Nach der Kündigung Meimbergs geriet Mediakraft Networks zunehmend in die Kritik, Schleichwerbung gefördert und seine Mitglieder unter Druck gesetzt zu haben.
2014 wurde Meimberg zur ersten Präsidentin der Academy des Webvideopreis Deutschland (WVP) ernannt und führte dieses Amt bis einschließlich 2016 aus. In ihrer Amtszeit setzte sich Meimberg für mehr Transparenz und Einbeziehung der Academy ein und legte fest, dass sie als Präsidentin von der Nominierung ausgeschlossen wurde, um Machtmissbrauch und Manipulationen auszuschließen. 2016 schrieb Meimberg gemeinsam mit ihrem Ehemann Manuel Meimberg und Christian Huber die Moderation der Webvideopreis-Show, welche von Rocket Beans TV übernommen und sehr positiv besprochen wurde.
2017 gab Meimberg über Facebook bekannt, sich für keine weitere Amtszeit zur Wahl zu stellen. Nach der Verleihung des Webvideopreises 2016 übernahm Jan Winter 2017 das Amt des Webvideopreis-Präsidenten. Es folgte eine Änderung des Nominierungsprozesses, der in der Szene massive Kritik auslöste.
Meimberg war Kolumnistin des mit dem Grimme-Preis ausgezeichneten medienkritischen Blogs Übermedien und veröffentlichte als Gastautorin einen Artikel über Sexismus in der deutschen YouTube-Szene auf Vice-Broadly. Der Artikel ging viral, sorgte in der Branche für Diskussionen und wurde unter anderem von Margarete Stokowski in deren Buch Untenrum frei zitiert.
Am 1. März 2016 erschien Meimbergs Buch Sei Du selbst, alles andere wirst Du eh verkacken, welches sie auch selbst illustrierte.
2017 kündigte sie ihre Mitgliedschaft im Verein 301+, wie sie auf ihrer Facebookseite verkündete. Grund für die Entscheidung sei einerseits, dass der Verein nichts täte und somit für sie keine Daseinsberechtigung habe, weiter das Fehlen einer gemeinsamen Basis. So sei sie mit ihren Haltungen zu Themen wie beispielsweise Kennzeichnung von Kooperationen, Werbung und Produktplatzierungen, Sexismus oder dem persönlichen Engagement für die Vereinsarbeit in Opposition zu einigen Vereinsmitgliedern gestanden.
Im April 2015 gründete Meimberg die Meimberg GmbH und betrieb diese bis zum 1. Januar 2022 zur Entwicklung, Produktion und Verwertung von audio- und audiovisuellen Medien. Mit ihrer Firma produzierte Meimberg einige Projekte, darunter die Reihe travelling Islam für die Bundeszentrale für politische Bildung, die Gaming-Show 1080NerdScope im Auftrag des Südwestrundfunk sowie die Musiksendung Bongo Boulevard. Letztere produzierte sie mit ihrer Firma im Auftrag von funk. Die Sendung wurde mehrfach für den Grimme-Preis nominiert. Zum 1. Januar 2022 wurde die GmbH per Gesellschafterbeschluss aufgelöst.
Meimberg war in diesen Projekten als Showrunnerin, Produzentin, Regisseurin, Autorin, Sängerin und Moderatorin tätig. 2016 entwickelte und realisierte sie das Online-Konzept der Mini-Serie Familie Braun, für die sie gemeinsam mit der Band Fewjar auch als Songwriterin und Sängerin aktiv war. Die Serie wurde 2017 unter anderem mit dem International Emmy Award in der Kategorie Kurzserie ausgezeichnet.
2019 beendete Meimberg nach zwei Staffeln Bongo Boulevard die Zusammenarbeit mit funk auf eigenen Wunsch. Als Grund gab sie „unterschiedliche Vorstellungen und Haltungen“ an. Einige Monate zuvor hatte der Kanal Bongo Boulevard in der Kommentarspalte unter einem Video des ebenfalls für funk produzierten Kanals World Wide Wohnzimmer diesen für einen rassistischen Witz kritisiert. Meimberg wiederholte diese Kritik im Juni 2020 über den Kurznachrichtendienst Twitter.
Mit dem Ende der Bongo-Boulevard-Produktion gab Meimberg auch eine öffentliche Auszeit bekannt. In dieser entwickelte sie die Idee für eine Kindersachbilderbuch-Reihe, welche sie gemeinsam mit ihrer Freundin Mai Thi Nguyen-Kim schreibt. Die ersten beiden Bänder, welche im März 2024 erschienen, wurden Bestseller. Der dritte Band erschien im Oktober 2024. Für die Hörbücher-Versionen, die von den Autorinnen gelesen sind, schreibt Meimberg gemeinsam mit Johannes Yunus Berger, Leon Pock und Joscha Baltes Kinderlieder, welche sie auch selbst singt.

## Privates
Marie Meimberg ist eine Tochter von Amy Neumann-Volmer, ehemalige Präsidentin von Ärzte ohne Grenzen Deutschland. Sie ist mit dem Drehbuchautor, Regisseur und Produzenten Manuel Meimberg verheiratet, mit dem sie gemeinsam in Berlin lebt.

## Ehrungen und Auszeichnungen
- 2014: Webvideopreis-Nominierung in der Kategorie Newcomer[34]
- 2015: Internationales Filmfestival Mannheim-Heidelberg Publikumspreis für Familie Braun
- 2016: Romy – Preis der Akademie für Familie Braun
- 2016: Deutscher Comedypreis für Familie Braun – Beste Innovation[35]
- 2016: Premios Ondas – Special Mention für Familie Braun
- 2016: Banff World Media Festival – Nominierung für Familie Braun – best digital Fiction Series
- 2016: International Eyes & Ears Award – 2. Preis in der Kategorie: Beste On Air Programm-Kampagne: Fiction Eigenproduktion für Familie Braun als Produzentin[36]
- 2017: Grimme-Preis-Nominierung für Bongo Boulevard – Kategorie Kinder & Jugend[27]
- 2017: Webvideopreis-Nominierung für Bongo Boulevard – Kategorie Music[37]
- 2017: Civis – Europas Medienpreis für Integration-Nominierung für Familie Braun – für Folge 5 Kostümtag
- 2017: International Emmy Award für Familie Braun in der Kategorie Serie im Kurzformat
- 2017: Webvideopreis Nominierung Best Video of the Year für 1080NerdScope – Das Musical[37]
- 2018: Grimme-Preis-Nominierung für Bongo Boulevard – Kategorie Kinder & Jugend[26]
- 2020: Grimme-Preis-Nominierung für Bongo Boulevard – Kategorie Kinder & Jugend[38]

## Diskografie
Lieder
- I Am Your Bitch (2013) für Soko Leipzig
- There Is a Party (2013) für Soko Leipzig
- Ich glaube (2013) für Soko Leipzig
- Fickersong (2014)
- The One (2016), Gitarrensong aus Familie Braun
- BiBiBiber hat da mal 'ne Frage (2024) für das Hörbuch von BiBiBiber
- Vögel Intro (2024) für das Hörbuch von BiBiBiber
- Dino-Zauber-Zufalls-Zauberei (2024) für das Hörbuch von BiBiBiber
- Vögel (2024) für das Hörbuch von BiBiBiber
- Menschen (2024) für das Hörbuch von BiBiBiber
- Klima-KACKA-Strophe (2024) für das Hörbuch von BiBiBiber
- Kiwi (2024) für das Hörbuch von BiBiBiber
- Teilchen tanzen (2024) für das Hörbuch von BiBiBiber
- BaBaBaustein – Kohlenstoff (2024) für das Hörbuch von BiBiBiber
- Sternenstaub (2024) für das Hörbuch von BiBiBiber
- Pflanzen (2024) für das Hörbuch von BiBiBiber
- Deine Wolke (2024) für das Hörbuch von BiBiBiber
- Kann ich – will ich aber nicht (2024) für das Hörbuch von BiBiBiber
- Das Wesentliche (2024) für das Hörbuch von BiBiBiber
- Regenbogen (2024) für das Hörbuch von BiBiBiber
- Ich frag nach (2024) für das Hörbuch von BiBiBiber
- Supergehirn (2024) für das Hörbuch von BiBiBiber

## Werke
- Sei du selbst, alles andere wirst du eh verkacken. Piper Taschenbuch, 2016, ISBN 978-3-492-30851-9.
- mit Mai Thi Nguyen-Kim: BiBiBiber hat da mal 'ne Frage. Warum leuchten Sterne? Oetinger, Hamburg 2024, ISBN 978-3-7512-0447-7.
- mit Mai Thi Nguyen-Kim: BiBiBiber hat da mal 'ne Frage. Sind Dinos wirklich alle tot? Oetinger, Hamburg 2024, ISBN 978-3-7512-0380-7.
- mit Mai Thi Nguyen-Kim: BiBiBiber hat da mal 'ne Frage. Welche Farben hat der Regenbogen? Oetinger, Hamburg 2024, ISBN 978-3-7512-0407-1.